# بیبی راننده (موسیقی متن)
بیبی راننده (موسیقی اثر موشن پیکچر) (به انگلیسی: Baby Driver (Music from the Motion Picture)) آلبوم موسیقی متن فیلم بیبی راننده است که در سال ۲۰۱۷ عرضه شد. این آلبوم در ۲۳ ژوئن ۲۰۱۷ توسط ناشر موسیقی کلمبیا رکوردز، رکوردهای قرن سی‌ام روی لوح فشرده، آلبوم پرآهنگ و موسیقی دیجیتال منتشر شد. این آلبوم حاوی ترکیبی از موسیقی‌های هنرمندان دهه‌های مختلف، شامل بلر، ران د جولز، اسکای فریرا، جان اسنسر بلوز اکسپلوژن، کوئین و گلدن ایرینگ است.
نام فیلم از آهنگ «بیبی راننده»، اثر سایمون و گارفانکل در آلبوم پل روی آب طوفانی گرفته شده‌است. این آهنگ در تیتراژ پایانی فیلم هم پخش می‌شود. ادگار رایت، کارگردان و فیلم‌نامه‌نویس بیبی راننده، پیش از عرضه نگهبانان کهکشان بخش ۲ با جیمز گان، کارگردان این فیلم، صحبتی داشت تا از به کار نرفتن این موسیقی در هر دو فیلم مطمئن شود.
این موسیقی متن شامل سه آهنگ اصلی است: کاوری از آهنگ «ایزی» از گروه «دریاداران» که توسط اسکای فریرا ساخته شده، «مرا دنبال کن» از دنجر ماوس (با همکاری ران د جولز و بیگ بوی) و «آیا آهسته بود؟» از کید کوالا.

## فهرست آهنگ‌ها
موسیقی متن بیبی راننده در دو دیسک عرضه شده‌است.
| دیسک ۱ | دیسک ۱                                                                   | دیسک ۱                               | دیسک ۱ |
| شماره  | نام                                                                      | هنرمند(ها)                           | مدت    |
| ------ | ------------------------------------------------------------------------ | ------------------------------------ | ------ |
| ۱.     | «Bellbottoms» (بل‌باتمز)                                                  | جان اسنسر بلوز اکسپلوژن              | ۵:۱۷   |
| ۲.     | «Harlem Shuffle» (اختلاط هارلم)                                          | باب و ارل                            | ۲:۵۲   |
| ۳.     | «Egyptian Reggae» (رگی مصری)                                             | Jonathan Richman & The Modern Lovers | ۲:۳۷   |
| ۴.     | «Smokey Joe's La La» (لا لای جوی دودی)                                   | Googie Rene                          | ۳:۰۲   |
| ۵.     | «Let's Go Away for Awhile» (بیا مدتی برویم)                              | بیچ بویز                             | ۲:۲۱   |
| ۶.     | «B-A-B-Y» (ب-ی-ب-ی)                                                      | کارلا توماس                          | ۲:۵۷   |
| ۷.     | «Kashmere» (کشمیر)                                                       | Kashmere Stage Band                  | ۴:۵۷   |
| ۸.     | «Unsquare Dance» (رقص متناقض)                                            | دیو بروبک                            | ۲:۰۰   |
| ۹.     | «Neat Neat Neat» (تمیز تمیز تمیز)                                        | د دمند                               | ۲:۴۲   |
| ۱۰.    | «Easy» (آسان، نسخه تک‌خوانی)                                              | دریاداران                            | ۴:۱۶   |
| ۱۱.    | «Debora» (دبورا)                                                         | تی. رکس                              | ۳:۱۹   |
| ۱۲.    | «Debra» (دبرا)                                                           | بک هانسن                             | ۵:۴۳   |
| ۱۳.    | «Bongolia» (بونگولیا)                                                    | Incredible Bongo Band                | ۲:۱۵   |
| ۱۴.    | «Baby Let Me Take You (In My Arms)» (عزیزم بگذار تو را (در آغوشم) بگیرم) | The Detroit Emeralds                 | ۳:۵۳   |
| ۱۵.    | «Early in the Morning» (صبح زود)                                         | الکسیس کورنر                         | ۳:۰۱   |

| دیسک ۲ | دیسک ۲                                                               | دیسک ۲                                     | دیسک ۲ |
| شماره  | نام                                                                  | هنرمند(ها)                                 | مدت    |
| ------ | -------------------------------------------------------------------- | ------------------------------------------ | ------ |
| ۱۶.    | «The Edge» (لبه)                                                     | دیوید مک‌کالوم                              | ۲:۵۴   |
| ۱۷.    | «Nowhere to Run» (جایی برای فرار نیست)                               | Martha and the Vandellas                   | ۳:۰۲   |
| ۱۸.    | «Tequila» (تکیلا)                                                    | The Button Down Brass                      | ۳:۳۲   |
| ۱۹.    | «When Something Is Wrong with My Baby» (وقتی عشقم مشکلی دارد)        | Sam & Dave                                 | ۳:۱۶   |
| ۲۰.    | «Every Little Bit Hurts» (هر چیز کوچکی اذیت می‌کند)                   | برندا هالوی                                | ۲:۵۷   |
| ۲۱.    | «Intermission» (وقفه)                                                | بلر                                        | ۲:۲۷   |
| ۲۲.    | «Hocus Pocus» (هوکوس پوکوس (نسخه تک‌خوانی اصلی))                      | Focus                                      | ۳:۱۸   |
| ۲۳.    | «Radar Love» (عشق راداری (ویرایش تک‌خوانی ۱۹۷۳))                      | گلدن ایرینگ                                | ۳:۴۴   |
| ۲۴.    | «Never, Never Gonna Give Ya Up» (هیچ‌گاه، هیچ‌گاه تورا رها نخواهم کرد) | بری وایت                                   | ۴:۵۱   |
| ۲۵.    | «Know How» (می‌دانی چگونه)                                            | Young MC                                   | ۴:۰۲   |
| ۲۶.    | «Brighton Rock» (صخره برایتون)                                       | کوئین                                      | ۵:۱۰   |
| ۲۷.    | «Easy» (آسان)                                                        | اسکای فریرا                                | ۴:۲۸   |
| ۲۸.    | «Baby Driver» (بیبی راننده)                                          | Simon & Garfunkel                          | ۳:۱۶   |
| ۲۹.    | «Was He Slow?» (آیا آهسته بود؟)                                      | کید کوالا با حضور کوین اسپیسی و جان برنثال | ۱:۴۷   |
| ۳۰.    | «Chase Me» (مرا دنبال کن)                                            | دنجر ماوس با حضور ران د جولز و بیگ بوی     | ۳:۲۷   |